# RTL Television
RTL Television (або скорочено RTL) — найбільший комерційний телеканал Німеччини зі штаб-квартирою в Кельні. Мовлення здійснюється через кабель, супутник та Інтернет. Входить до складу RTL Group.

## Історія телеканалу

Перший логотип телеканалу, 1988 рік

2 січня 1984 року люксембурзька телерадіокомпанія  Radio Télévisioun Lëtzebuerg (RTL) запустила мовлення нового телеканалу німецькомовного RTL plus. Мовлення велося в будні з 17.30 до 22.30 годин і на вихідних з 17.30 до 24.00 годин. Спочатку отримувати сигнал можна було лише через антену. З 1985 року трансляція стала проводитися і через супутник. До 1986 року близько 50 % акцій RTL plus належали люксембурзькому медіахолдингу Compagnie Luxembourgeoise de Télédiffusion, 40 % — німецькому концерну Bertelsmann та близько 10 % — німецькій газеті Westdeutsche Allgemeine Zeitung. До 1987 року канал RTL plus вів мовлення за люксембурзькою ліцензією, тому в його ефірі було багато телепрограм і на люксембурзькій мові. 
1 січня 1988 року штаб-квартира телеканалу переїжджає з Люксембургу в Кельн. У квітні 1988 року на каналі RTL plus з'являються програми власного виробництва. 
Після ребрендингу 31 жовтня 1992 року телекомпанія RTL plus була офіційно перейменована в RTL Television. Скасування слова «плюс» мало означати остаточний розрив з люксембурзькою телекомпанією Radio Télévisioun Lëtzebuerg. 
1993 року RTL вперше стає лідером за рейтингом серед телеканалів Німеччини та тримається в цій позиції до 1997 року. В наступні роки канал також успішно конкурує за лідерство з іншими телекомпаніями та знову утримує першість у 1999  і 2001 — 2003 роки. У наступні роки рейтинг телеканалу неухильно падає, і 2006 року RTL утримує лише четверту позицію в рейтингу. Однак у цільовій групі глядачів 14-49 років RTL, як і раніше, залишається лідером. 
Останнім часом телекомпанія RTL Television крім основного пропонує також три спеціалізовані тематичні канали (кримінальне кіно — RTL Crime, реаліті-шоу — RTL Living і романтика — Passion), доступ до яких є платним та здійснюється через кабель або супутник. 

## Популярні програми
- Німецька версія розважальної вікторини «Перший мільйон» (беззмінний ведучий  — Гюнтер Яух).
- Популярне кастинг-шоу молодих виконавців «Deutschland sucht den Superstar» (продюсер та беззмінний член журі — Дітер Болен).
- Кастина-шоу талантів «Суперталант» (журі — Дітер Болен, Сильвія ван дер Варт, Брюс Дарнелл та інші).

## Телесеріали власного виробництва

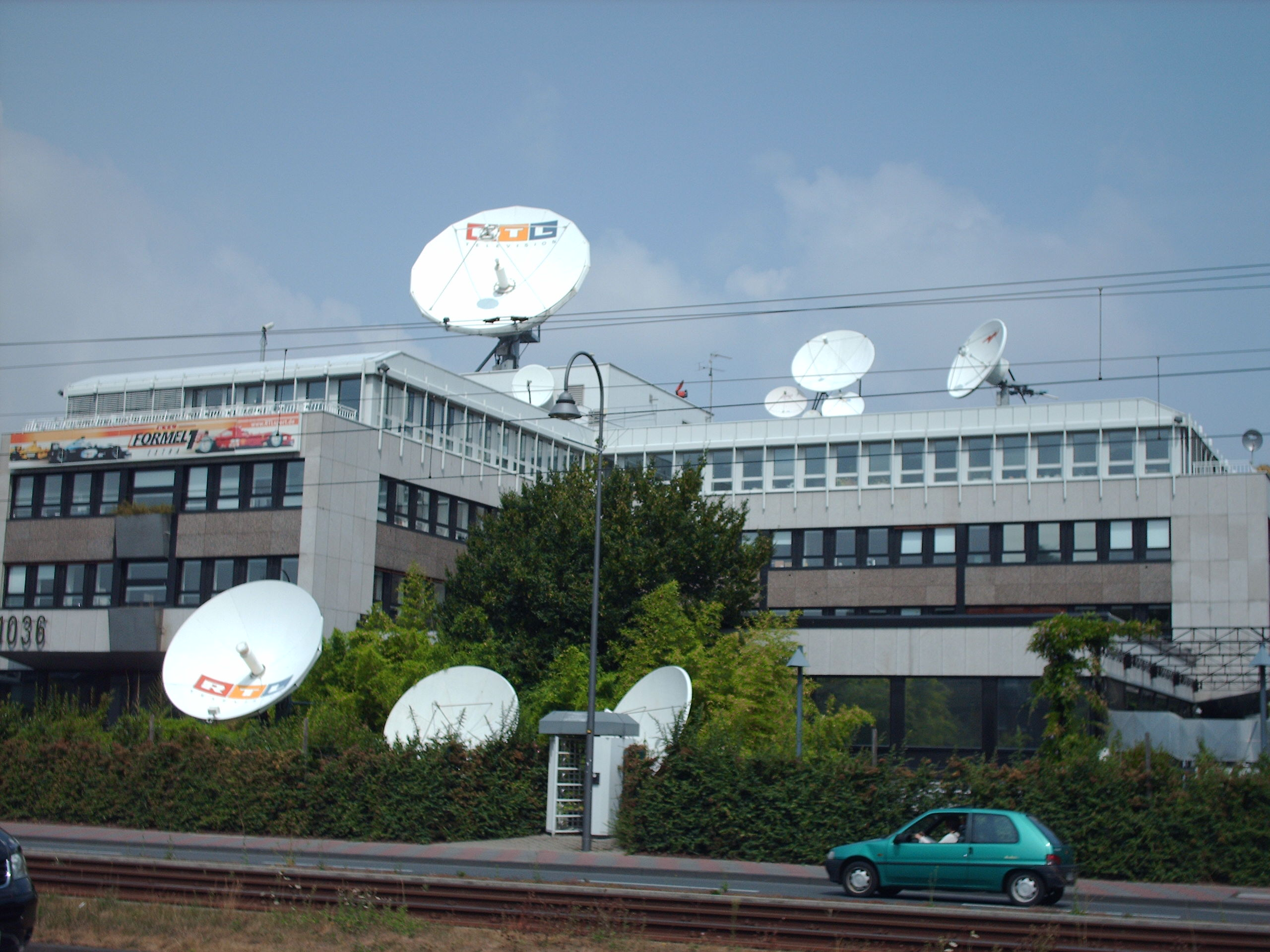
Один з офісів телеканалу в Кельні-Юнкерсдорфе.

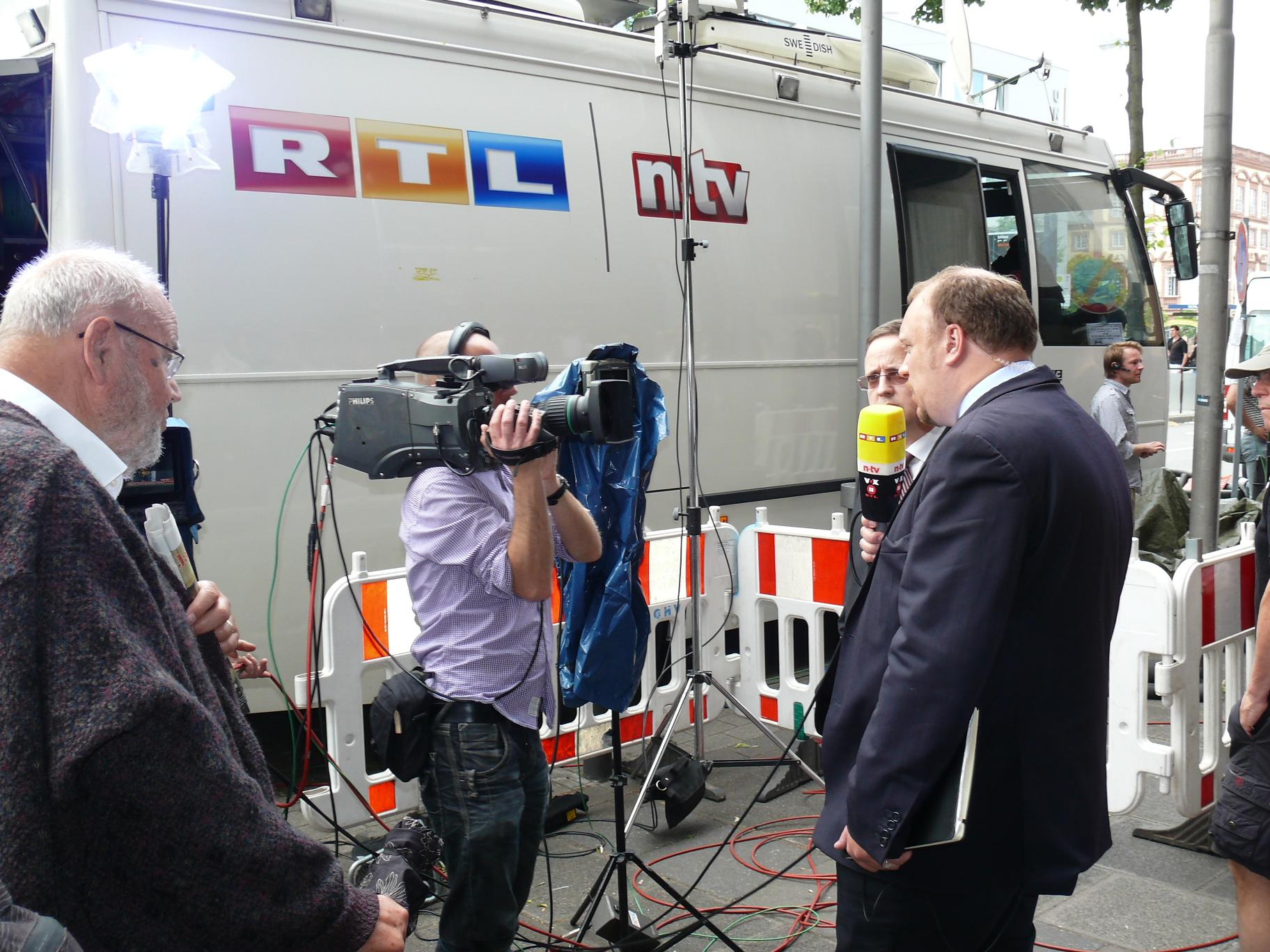
зйомка репортажу.

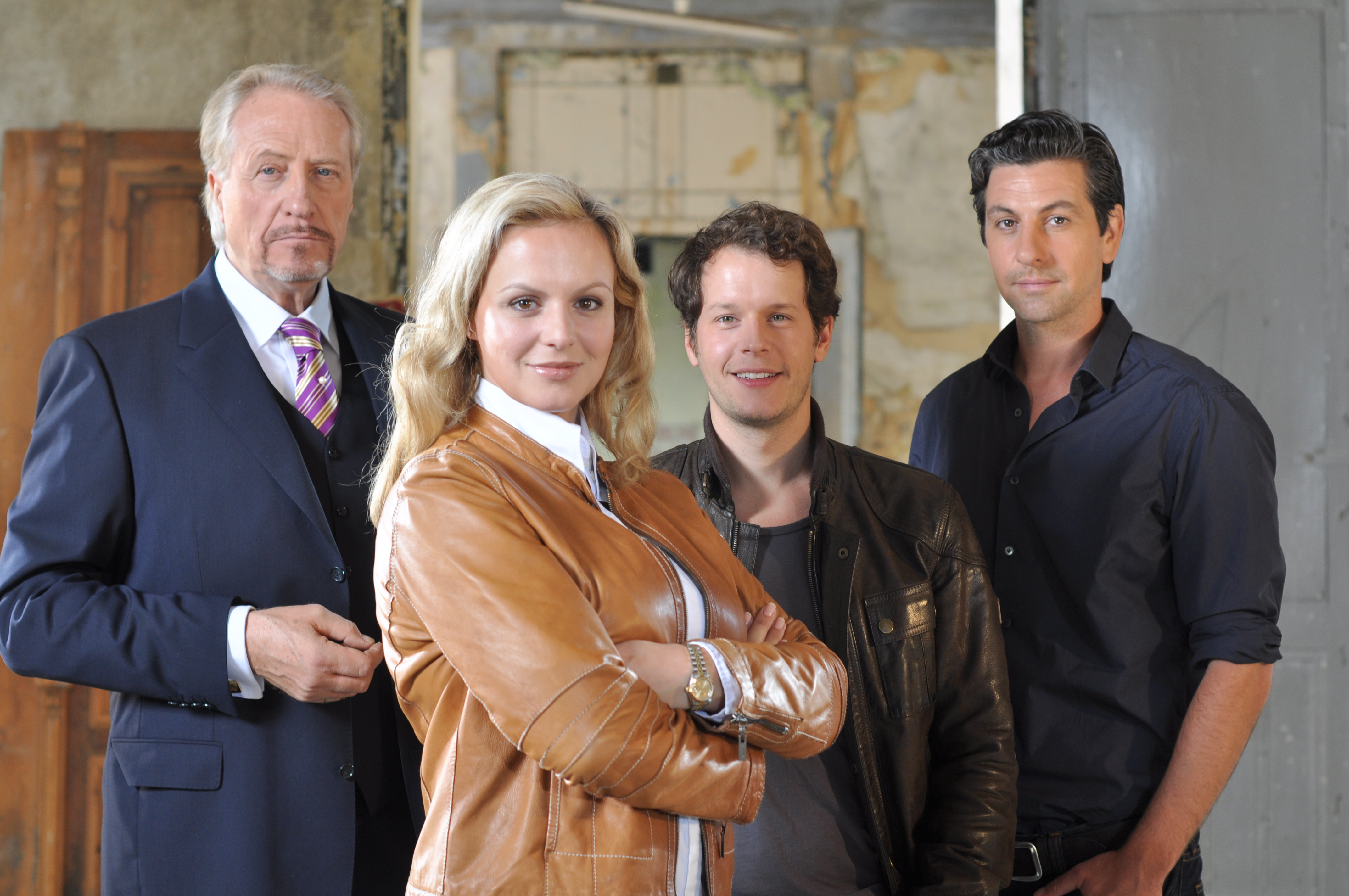
Серіал Die Trickser, 2011

### Транслюються останнім часом
- Хороші часи, погані часи (з 1992 року)
- Між нами (з 1994 року)
- Все, що має значення (з 2006 року)
- Кобра 11 (з 1996 року)
- Böse Mädchen (з 2007 року)
- Die Ausreißer-Der Weg zurück (з 2006 року)
- Doctor's Diary (з 2008 року)
- Lasko-Die Faust Gottes (з 2009 року)
- Der Lehrer (з 2009 року)
- Countdown-Die Jagd beginnt (з 2009 року)

### Раніше трансльовані
Нижче представлений неповний список: 
- 112-Sie retten dein Leben (2008 — 2009)
- Abschnitt 40 (2001 — 2006)
- Alarm für Cobra 11-Einsatz für Team 2 (2003 — 2005)
- Alle lieben Jimmy (2006 — 2007)
- Мрії великого міста (2000)
- Guten Morgen, Mallorca (1996 — 1999)
- Hinter Gittern-Der Frauenknast (1997 — 2007)
- Альпійський патруль (1998-2006)
- Моє життя і я (2001 — 2009)
- Nikola (1997 — 2005)
- Die Sitte (2001 — 2006)
- Дім, милий дім: мій батько, його друг, його колишній і я (2002 — 2004)
- Und tschüss! (1995 — 2003)
- Westerdeich (1995 — 1998)